# HD 131496
HD 131496 — одиночная звезда в созвездии Волопаса на расстоянии приблизительно 432 световых лет (около 133 парсек) от Солнца. Видимая звёздная величина звезды — +7,8m. Возраст звезды определён как около 4,428 млрд лет.
Вокруг звезды обращается, как минимум, одна планета.

## Характеристики
HD 131496 — оранжевый гигант спектрального класса K0. Масса — около 1,911 солнечной, радиус — около 5,717 солнечного, светимость — около 14,462 солнечной. Эффективная температура — около 4762 K.

## Планетная система
В 2011 году группой астрономов у звезды обнаружена планета HD 131496 b.
В 2019 году учёными, анализирующими данные проектов HIPPARCOS и Gaia, у звезды обнаружена планета HIP 72845 c.